# Elecciones presidenciales de Portugal de 1972
Las últimas elecciones presidenciales  bajo el régimen del  Estado Novo se celebraron  el 25 de julio de 1972, con las últimas elecciones para la Asamblea Nacional celebradas al año siguiente, menos de un año antes de la Revolución de los Claveles. El entonces Presidente y exministro Naval Américo Tomás del partido  Acción Nacional Popular fue respaldado por una uniforme  Asamblea Nacional para un  tercer mandato de siete años de plazo, que habría terminado el 25 de julio de 1979.